# Normverwerfungskompetenz
Unter Normverwerfungskompetenz versteht man allgemein die Befugnis, eine wegen Verstoßes gegen höherrangiges Recht als rechtswidrig erkannte Rechtsnorm außer Acht lassen zu dürfen. Da in einem Rechtsstaat die Exekutive und die Judikative an Recht und Gesetz gebunden sind, dies aber nur für wirksames Recht gelten kann, stellt sich die Frage, wie die jeweilige Stelle zu verfahren hat, wenn sie eine Rechtsnorm für rechtswidrig und nichtig hält. Man spricht insoweit auch von gerichtlicher Normverwerfungskompetenz und behördlicher Normverwerfungskompetenz.
Abzugrenzen ist die Normverwerfungskompetenz von der Normprüfungskompetenz.

## Gerichtliche Normverwerfungskompetenz
Für die Normverwerfung durch ein Gericht muss nach Art der Rechtsnorm differenziert werden:
- handelt es sich um ein nachkonstitutionelles Gesetz (also ein Gesetz, das nach dem Erlass des Grundgesetzes verabschiedet wurde) des Bundes oder eines Landes, so muss das Gericht nach Art. 100 Grundgesetz (GG) das Verfahren, in dessen Rahmen es das Gesetz anwenden müsste, aussetzen, um im Rahmen einer konkreten Normenkontrolle dem Bundesverfassungsgericht die Frage vorzulegen, ob das 
  - Landesgesetz gegen das Grundgesetz oder ein Bundesgesetz verstößt
  - Bundesgesetz gegen das Grundgesetz verstößt.

Allein das Bundesverfassungsgericht bzw. die Landesverfassungsgerichte haben für diese Gesetze die Normverwerfungskompetenz. Der Grund liegt darin, dass das Grundgesetz einen Grundrespekt vor dem Parlament als Normgeber anordnet, so dass nicht jedes beliebige Gericht, sondern nur Verfassungsorgane über die Gültigkeit entscheiden können.
- handelt es sich um ein Gesetz, das gegen die Verfassung eines Landes verstoßen könnte, so muss das Gericht nach Art. 100 GG dem zuständigen Verfassungsgericht (in der Regel das Verfassungsgericht des jeweiligen Landes) die Frage vorlegen, ob das Gesetz mit der Landesverfassung vereinbar ist.[2]
- handelt es sich um eine Rechtsnorm, die im Rang unter einem Gesetz steht, oder um ein vorkonstitutionelles Gesetz, so entscheidet das Gericht selbst, ob die Norm mit höherrangigem Recht vereinbar ist.[3] Vorkonstitutionelles Recht profitiert jedoch dann vom Schutz des Verwerfungsmonopol, wenn der nachkonstitutionelle Gesetzgeber dieses ausdrücklich oder implizit in seinen Regelungswillen aufgenommen hat, etwa indem ausweislich der Gesetzgebungsmaterialien ein neues Gesetz im Wissen um das alte Recht auf eine bestimmte Art und Weise verfasst hat.[4]

Da diese Regelungen sich aus der Verfassung ableiten lassen, sind sie im Wesentlichen unstrittig.

## Behördliche Normverwerfungskompetenz
Wesentlich strittiger ist die behördliche Normverwerfungskompetenz. Da Behörden allgemein nach Art. 20 Abs. 3 GG an Recht und Gesetz gebunden sind, auf der anderen Seite aber nicht wie Gerichte zur verbindlichen Entscheidung von Rechtsfragen befugt sind – dies ist die Aufgabe der Judikative –, ergibt sich für Behörden ein besonderer Konflikt:
- auf der einen Seite gebietet der Respekt vor dem Normgeber, eine Rechtsnorm als gültig zu betrachten, bis durch ein Gericht über die Rechtmäßigkeit der Rechtsnorm entschieden wurde
- auf der anderen Seite gebietet die Bindung an Recht und Gesetz, nur gültige Rechtsnormen anzuwenden, insbesondere dann, wenn bei Nichtigkeit der infrage stehenden Rechtsnorm eine andere, frühere Rechtsnorm anzuwenden wäre.

Zumindest für gewisse im Rang unter einem Landesgesetz stehende Rechtsnormen gibt es allerdings für Behörden die Möglichkeit, eine verwaltungsgerichtliche Normenkontrolle nach § 47 VwGO anzustrengen und dem Konflikt aus dem Weg zu gehen. Für bundesrechtliche untergesetzliche Rechtsnormen und Gesetze gibt es diese Möglichkeit allerdings nicht.